# Bøstrup Sogn
Bøstrup Sogn er et sogn i Langeland-Ærø Provsti (Fyens Stift).
I 1800-tallet var Bøstrup Sogn et selvstændigt pastorat. Det hørte til Langelands Nørre Herred i Svendborg Amt. Bøstrup sognekommune blev ved kommunalreformen i 1970 indlemmet i Tranekær Kommune, der ved strukturreformen i 2007 indgik i Langeland Kommune.
I Bøstrup Sogn ligger Bøstrup Kirke.
I sognet findes følgende autoriserede stednavne:
- Bøstrup (bebyggelse, ejerlav)
- Bøstrup Kirkestræde (bebyggelse)
- Dageløkke (bebyggelse)
- Egeløkke (ejerlav, landbrugsejendom)
- Emmerbølle (bebyggelse, ejerlav)
- Fæbæk (bebyggelse, ejerlav)
- Helletofte (bebyggelse, ejerlav)
- Hovgårde (bebyggelse, ejerlav)
- Karskov Huse (bebyggelse)
- Lejbølle (bebyggelse, ejerlav)
- Lejbølle Mark (bebyggelse)
- Lille Fugleø (areal)
- Lungehave (bebyggelse)
- Mileskov (bebyggelse)
- Nedergård (ejerlav, landbrugsejendom)
- Næstebølle (bebyggelse, ejerlav)
- Siø (areal)
- Skovhuse (bebyggelse)
- Skovø (areal)
- Sletø (bebyggelse)
- Sluk-efter (bebyggelse)
- Snap-ind (bebyggelse)
- Store Fugleø (areal)
- Strandhave (bebyggelse)
- Svalebølle (bebyggelse, ejerlav)
- Sønderskov (bebyggelse)
- Toskæppen (bebyggelse)